# Liste Dr. Martin
Die Liste Dr. Martin – Für Demokratie, Kontrolle, Gerechtigkeit (Listenkürzel MATIN, MARTIN oder HPM) war eine österreichische Partei. Zum ersten Mal trat der Journalist Hans-Peter Martin zur Europawahl 2004 mit seiner „Liste Dr. Hans-Peter Martin – Für echte Kontrolle in Brüssel“ (MARTIN) an. Die Partei erhielt 13,98 % der gültigen Stimmen und damit 2 der 18 österreichischen Mandate im Europäischen Parlament. Bei der Nationalratswahl 2006 verfehlte die Partei mit 2,8 % der Stimmen den Einzug in den Nationalrat.
Bei der Europawahl 2009 erreichte die Liste in Österreich 17,7 % und zog so mit 3 der 17 österreichischen Mandate ins Europäische Parlament ein. Bis April 2011 traten zwei der drei Abgeordneten wieder aus der Liste aus, wobei sie Martin mangelnde Transparenz vorwarfen. Bei der Europawahl 2014 trat die Partei nicht mehr an und war seither nicht mehr aktiv.

## Programm
Die Partei betrachtete umfassende Offenheit bei Informationen über staatliches Handeln als unverzichtbar für ein funktionierendes demokratisches Staatswesen im 21. Jahrhundert. Des Weiteren setzte sich die Liste für verbindliche Volksabstimmungen und direkte Demokratie ein. So forderte die Partei eine zwingende Volksabstimmung über einen Gesetzesbeschluss, wenn dies 500.000 Bürger verlangen. Ausgenommen davon wären Themen, die den fundamentalen Menschenrechten (z. B. Wiedereinführung der Todesstrafe oder die Euthanasie) widersprechen. Weitere Programmpunkte waren unter anderem Korruptionsbekämpfung, sparsames Wirtschaften, Senkung der Steuerbelastung, Verhinderung des EU-Beitritts der Türkei, Neutralität, Umwelt, Gesundheit und Menschenrechte.

## Nationalratswahl 2006
Am 29. Juli 2006 gab Hans-Peter Martin bekannt, für die Nationalratswahl am 1. Oktober 2006 mit seiner Liste Dr. Martin – für Demokratie, Kontrolle, Gerechtigkeit zu kandidieren. Hierfür wurden bis zum 25. August 2006 österreichweit 8311 Unterstützungserklärungen gesammelt, womit die Hürde von 2600 für eine Kandidatur notwendigen Unterstützungserklärungen überschritten wurde. Hans-Peter Martin hatte mit der Kronen Zeitung einen mächtigen Verbündeten. So konnte er in einer ganzseitigen Kolumne in der Kronen Zeitung bekanntgeben, dass er bei den kommenden Nationalratswahlen mit seiner Bürgerliste antreten werde.
Seit der offiziellen Bekanntgabe der Kandidatur geriet die Kronenzeitung seitens der WAZ, dem Hälfteeigentümer, unter Beschuss. Hans Dichand, Herausgeber der Kronen Zeitung, wies die Kritik am Umgang der „Krone“ im Zusammenhang mit der Kandidatur von Martin bei der Nationalratswahl zurück. In einem Interview mit dem österreichischen Nachrichtenmagazin profil erklärte Dichand: „Martin wurde von der ‚Krone‘ nie im Wahlkampf unterstützt.“ Dichand hätte demnach Martin die „Gelegenheit gegeben, ausführlich über die Schwierigkeiten zu berichten, die einzelne Bürger bei uns in Österreich vorfinden, wenn sie kandidieren wollen.“ Laut Dichand könnte man es erst als Wahlhilfe auslegen, wenn Martin als Kandidat auftreten kann, also im Besitz von 2600 Unterschriften ist und er weiter in der „Krone“ schreiben würde.
Probleme gab es im Wahlkampf mit dem ORF-Bericht sowie mit der burgenländischen Spitzenkandidatin Gabriele Wladyka, die sich noch im Wahlkampf von Martin trennte, nachdem politische Verfehlungen Wladykas von der Presse verbreitet worden waren.
Die Liste Martin erreichte mit 2,8 % nicht die für einen Einzug in den Nationalrat erforderlichen 4 %.

## Europaparlamentarier
- Hans-Peter Martin, 1999–2014 (1999 auf der Liste der SPÖ, 2004/2009 auf Liste Martin), fraktionslos
- Karin Resetarits, ab 2004, im Juni 2005 der ALDE-Fraktion beigetreten
- Angelika Werthmann, ab 2009, im Juli 2010 aus der Martin-Delegation ausgetreten
- Martin Ehrenhauser, ab 2009, im April 2011 aus der Martin-Delegation ausgetreten